# فورست سن
فورست سن (بالإنجليزية: Forest Sun)‏ هو مغن مؤلف أمريكي، ولد في 6 أغسطس 1973 في غلينز فولز في الولايات المتحدة.

## وصلات خارجية
- فورست سن على موقع ميوزك برينز (الإنجليزية)
- فورست سن على موقع أول ميوزيك (الإنجليزية)
- فورست سن على موقع ديسكوغز (الإنجليزية)